# Snowboard-Weltcup 2006/07
Der FIS Snowboard-Weltcup 2006/07 begann am 13. Oktober 2006 in der Skihalle im niederländischen Landgraaf und endete am 18. März 2007 im kanadischen Stoneham. Bei den Männern wurden 27 Wettbewerbe ausgetragen (7 Parallel-Riesenslaloms, 4 Parallel-Slaloms, 4 Snowboardcross, 8 Halfpipe und 4 Big Air). Bei den Frauen waren es 23 Wettbewerbe (7 Parallel-Riesenslaloms, 4 Parallel-Slaloms, 4 Snowboardcross und 8 Halfpipe).
Höhepunkt der Saison war die Snowboard-Weltmeisterschaft, die vom 13. bis 20. Januar 2007 in Arosa in der Schweiz stattfand.

## Männer

### Podestplätze
PGS = Parallel-Riesenslalom

PSL = Parallelslalom

SBX = Snowboardcross

HP = Halfpipe

BA = Big Air
| Datum                                                               | Austragungsort            | Disz. | Sieger             | Zweiter            | Dritter            |
| ------------------------------------------------------------------- | ------------------------- | ----- | ------------------ | ------------------ | ------------------ |
| 13. Oktober 2006                                                    | Landgraaf                 | PSL   | Siegfried Grabner  | Simon Schoch       | Marc Iselin        |
| 22. Oktober 2006                                                    | Sölden                    | PGS   | Simon Schoch       | Rok Flander        | Philipp Schoch     |
| 11. November 2006                                                   | Stockholm                 | BA    | Matevž Petek       | Peetu Piiroinen    | Risto Mattila      |
| 23. November 2006                                                   | Saas-Fee                  | HP    | Scotty Lago        | Markus Malin       | Daisuke Murakami   |
| 3. Dezember 2006*                                                   | San Vigilio di Marebbe    | PGS   | Rok Flander        | Siegfried Grabner  | Simon Schoch       |
| 20. Dezember 2006                                                   | Bad Gastein               | PSL   | Siegfried Grabner  | Simon Schoch       | Philipp Schoch     |
| 21. Dezember 2006**                                                 | Kranjska Gora             | PGS   | Simon Schoch       | Roland Haldi       | Jasey-Jay Anderson |
| 6. Januar 2007                                                      | Graz                      | BA    | Peetu Piiroinen    | Hubert Fill        | Benedikt Nadig     |
| 13. bis 20. Januar 2007 Snowboard-Weltmeisterschaften 2007 in Arosa |                           |       |                    |                    |                    |
| 28. Januar 2007                                                     | Nendaz                    | PSL   | Simon Schoch       | Mathieu Bozzetto   | Matthew Morrison   |
| 2. Februar 2007                                                     | Bardonecchia              | PGS   | Roland Haldi       | Nicolas Huet       | Heinz Inniger      |
| 3. Februar 2007                                                     | Bardonecchia Bardonecchia | HP    | Peetu Piiroinen    | Janne Korpi        | Xaver Hoffmann     |
| 4. Februar 2007                                                     | Turin                     | BA    | Janne Korpi        | Jaakko Ruha        | Stefan Gimpl       |
| 9. Februar 2007                                                     | Schukolowo                | PSL   | Marc Iselin        | Matthew Morrison   | Rok Flander        |
| 10. Februar 2007                                                    | Moskau                    | BA    | Peetu Piiroinen    | Jaakko Ruha        | Matevž Petek       |
| 16. Februar 2007                                                    | Furano                    | PGS   | Matthew Morrison   | Simon Schoch       | Rok Marguč         |
| 17. Februar 2007                                                    | Furano                    | SBX   | Drew Neilson       | Nate Holland       | Simon Bonenfant    |
| 18. Februar 2007                                                    | Furano                    | HP    | Ryō Aono           | Kōhei Kudō         | Kazuhiro Kokubo    |
| 24. Februar 2007                                                    | Sungwoo                   | HP    | Jeff Batchelor     | Dolf van der Wal   | Andrew Burton      |
| 25. Februar 2007                                                    | Sungwoo                   | PGS   | Jasey-Jay Anderson | Andreas Prommegger | Mathieu Bozzetto   |
| 2. März 2007                                                        | Calgary                   | HP    | Ryō Aono           | Kōhei Kudō         | Rolf Feldmann      |
| 3. März 2007                                                        | Calgary                   | HP    | Ryō Aono           | Dylan Bidez        | Brad Martin        |
| 8. März 2007***                                                     | Bad Gastein               | SBX   | Drew Neilson       | Nate Holland       | Simone Malusà      |
| 10. März 2007                                                       | Lake Placid               | HP    | Steven Fisher      | Tommy Czeschin     | Elijah Teter       |
| 11. März 2007                                                       | Lake Placid               | SBX   | Drew Neilson       | Nate Holland       | David Speiser      |
| 16. März 2007                                                       | Stoneham                  | PGS   | Heinz Inniger      | Siegfried Grabner  | Marc Iselin        |
| 17. März 2007                                                       | Stoneham                  | SBX   | Pierre Vaultier    | Nick Baumgartner   | Drew Neilson       |
| 18. März 2007                                                       | Stoneham                  | HP    | Daniel Friberg     | Ryō Aono           | Brendan Davis      |

* Ersatz für den 13. Dezember 2006.

** Ersatz für Bad Gastein.

*** Ersatz für Lake Placid.

### Weltcupstände
| Rang | Name              | Punkte |
| ---- | ----------------- | ------ |
| 1    | Simon Schoch      | 7080   |
| 2    | Siegfried Grabner | 5640   |
| 3    | Rok Flander       | 4720   |
| 4    | Roland Haldi      | 4230   |
| 5    | Mathieu Bozzetto  | 3830   |

| Rang | Name             | Punkte |
| ---- | ---------------- | ------ |
| 1    | Drew Neilson     | 3600   |
| 2    | Nate Holland     | 2426   |
| 3    | Pierre Vaultier  | 1700   |
| 4    | David Speiser    | 1300   |
| 5    | Nick Baumgartner | 1264   |

| Rang | Name             | Punkte |
| ---- | ---------------- | ------ |
| 1    | Ryō Aono         | 4000   |
| 2    | Kōhei Kudō       | 2410   |
| 3    | Dolf van der Wal | 2067   |
| 4    | Andrew Burton    | 2010   |
| 5    | Peetu Piiroinen  | 1900   |

| Rang | Name            | Punkte |
| ---- | --------------- | ------ |
| 1    | Peetu Piiroinen | 3300   |
| 2    | Matevž Petek    | 2200   |
| 3    | Jaakko Ruha     | 1980   |
| 4    | Stefan Gimpl    | 1740   |
| 5    | Hubert Fill     | 1329   |

## Frauen

### Podestplätze
PGS = Parallel-Riesenslalom

PSL = Parallelslalom

SBX = Snowboardcross

HP = Halfpipe

| Datum                                                               | Austragungsort         | Disz. | Sieger                  | Zweiter                 | Dritter                 |
| ------------------------------------------------------------------- | ---------------------- | ----- | ----------------------- | ----------------------- | ----------------------- |
| 13. Oktober 2006                                                    | Landgraaf              | PSL   | Amelie Kober            | Marion Kreiner          | Heidi Neururer          |
| 21. Oktober 2006                                                    | Sölden                 | PGS   | Fränzi Kohli            | Doresia Krings          | Marion Kreiner          |
| 23. November 2006                                                   | Saas-Fee               | HP    | Gretchen Bleiler        | Sōko Yamaoka            | Manuela Pesko           |
| 13. Dezember 2006*                                                  | San Vigilio di Marebbe | PGS   | Isabella Dal Balcon     | Jekaterina Tudegeschewa | Isabella Laböck         |
| 20. Dezember 2006                                                   | Bad Gastein            | PSL   | Jekaterina Tudegeschewa | Doresia Krings          | Heidi Neururer          |
| 21. Dezember 2006**                                                 | Kranjska Gora          | PGS   | Doresia Krings          | Heidi Neururer          | Julie Pomagalski        |
| 13. bis 20. Januar 2007 Snowboard-Weltmeisterschaften 2007 in Arosa |                        |       |                         |                         |                         |
| 28. Januar 2007                                                     | Nendaz                 | PSL   | Selina Jörg             | Heidi Neururer          | Doresia Krings          |
| 2. Februar 2007                                                     | Bardonecchia           | PGS   | Fränzi Kohli            | Heidi Neururer          | Doresia Krings          |
| 3. Februar 2007                                                     | Bardonecchia           | HP    | Manuela Pesko           | Holly Crawford          | Paulina Ligocka         |
| 9. Februar 2007                                                     | Schukolowo             | PSL   | Heidi Neururer          | Doresia Krings          | Amelie Kober            |
| 16. Februar 2007                                                    | Furano                 | PGS   | Isabella Dal Balcon     | Fränzi Kohli            | Alexandra Schekowa      |
| 17. Februar 2007                                                    | Furano Furano          | SBX   | Maëlle Ricker           | Lindsey Jacobellis      | Callan Chythlook-Sifsof |
| 18. Februar 2007                                                    | Furano                 | HP    | Holly Crawford          | Sōko Yamaoka            | Shiho Nakashima         |
| 24. Februar 2007                                                    | Sungwoo                | HP    | Paulina Ligocka         | Lee Mi-yeon             | Kim Yea-na              |
| 25. Februar 2007                                                    | Sungwoo                | PGS   | Doresia Krings          | Fränzi Kohli            | Swetlana Boldykowa      |
| 2. März 2007                                                        | Calgary                | HP    | Manuela Pesko           | Liu Jiayu               | Holly Crawford          |
| 3. März 2007                                                        | Calgary                | HP    | Manuela Pesko           | Holly Crawford          | Liu Jiayu               |
| 8. März 2007***                                                     | Bad Gastein            | SBX   | Lindsey Jacobellis      | Tanja Frieden           | Sandra Frei             |
| 10. März 2007                                                       | Lake Placid            | HP    | Gretchen Bleiler        | Manuela Pesko           | Holly Crawford          |
| 11. März 2007                                                       | Lake Placid            | SBX   | Lindsey Jacobellis      | Alexandra Schekowa      | Helene Olafsen          |
| 16. März 2007                                                       | Stoneham               | PGS   | Fränzi Kohli            | Claudia Riegler         | Marion Kreiner          |
| 17. März 2007                                                       | Stoneham               | SBX   | Helene Olafsen          | Diane Thermoz-Liaudy    | Tanja Frieden           |
| 18. März 2007                                                       | Stoneham               | HP    | Manuela Pesko           | Holly Crawford          | Paulina Ligocka         |

* Ersatz für den 13. Dezember 2006.

** Ersatz für Bad Gastein.

*** Ersatz für Lake Placid.

### Weltcupstände
| Rang | Name                | Punkte |
| ---- | ------------------- | ------ |
| 1    | Doresia Krings      | 6480   |
| 2    | Heidi Neururer      | 5590   |
| 3    | Fränzi Kohli        | 5440   |
| 4    | Isabella Dal Balcon | 4410   |
| 5    | Marion Kreiner      | 4160   |

| Rang | Name                 | Punkte |
| ---- | -------------------- | ------ |
| 1    | Lindsey Jacobellis   | 2800   |
| 2    | Tanja Frieden        | 2110   |
| 3    | Maëlle Ricker        | 2080   |
| 4    | Helene Olafsen       | 1920   |
| 5    | Diane Thermoz-Liaudy | 1800   |

| Rang | Name             | Punkte |
| ---- | ---------------- | ------ |
| 1    | Manuela Pesko    | 5400   |
| 2    | Holly Crawford   | 5050   |
| 3    | Paulina Ligocka  | 3950   |
| 4    | Sōko Yamaoka     | 2460   |
| 5    | Gretchen Bleiler | 2000   |